# N-Migas
N-Migas fue un programa de televisión emitido por Chilevisión entre 2002 y 2003. Fue conducido originalmente por Viviana Nunes y Marcela Vacarezza.

## Historia
Fue creado por Rodrigo Danús, el mismo productor detrás de ‘’SQP’’, como un programa para la noche del sábado durante el verano de 2002.
El primer capítulo se exhibió el sábado 5 de enero de 2002. Consistía en un espacio de conversación con interesantes invitados, además de música y desfiles de moda, bajo la conducción de Viviana Nunes y Marcela Vacarezza.
La crítica del diario El Mercurio, realizada por el periodista Polo Ramírez, apuntó que el programa no hacía honores a su título porque era “una liviana conversación que jamás logra borrar la cariñosa sonrisa con la que todo el mundo que llega a ese estudio es recibido”.
Pese a todo, N-Migas contó con una buena sintonía y óptimos resultados comerciales, por lo que de ser un programa de verano se extendió hasta diciembre de 2002, aunque Viviana Nunes no continuó aduciendo estrés, siendo reemplazada por la periodista Verónica Díaz.
Una nueva temporada se realizó en 2003. Marcela Vacarezza hizo dupla con la actriz Esperanza Silva. El primer capítulo fue el 1 de abril de 2003 con el actor brasileño Victor Wagner, protagonista de la telenovela Xica da Silva, como invitado.
En este ciclo también participó Cristina Tocco como panelista y hubo una tercera conductora llamada Teresa Undurraga, esposa del periodista deportivo Felipe Bianchi, que se incorporó en los capítulos finales.
No hubo un nuevo ciclo ya que Marcela Vacarezza estaba embarazada de su segunda hija Florencia.